# Сизябск (сельское поселение)
Сизябск — административно-территориальная единица (административная территория село с подчинённой ему территорией) и муниципальное образование (сельское поселение с полным официальным наименованием муниципальное образование сельского поселения «Сизябск») в составе муниципального района Ижемского в Республике Коми Российской Федерации.
Административный центр — село Сизябск.

## История
Статус и границы административной территории установлены Законом Республики Коми от 6 марта 2006 года № 13-РЗ «Об административно-территориальном устройстве Республики Коми».
Статус и границы сельского поселения установлены Законом Республики Коми от 5 марта 2005 года № 11-РЗ «О территориальной организации местного самоуправления в Республике Коми»

## Население
| 2010  | 2011  | 2012  | 2013  | 2014  | 2015  | 2016  |
| ----- | ----- | ----- | ----- | ----- | ----- | ----- |
| 2174  | ↘2158 | ↘2106 | ↘2089 | ↘2060 | ↗2065 | ↗2070 |
| 2017  | 2018  | 2019  | 2020  | 2021  |       |       |
| ↘2050 | ↘2030 | ↗2033 | ↘2020 | ↘2012 |       |       |

## Состав
Состав административной территории и сельского поселения:
| № | Населённый пункт | Тип населённого пункта       | Население |
| - | ---------------- | ---------------------------- | --------- |
| 1 | Бакур            | деревня                      | 452       |
| 2 | Брыка            | деревня                      | 26        |
| 3 | Варыш            | деревня                      | 399       |
| 4 | Ёль              | деревня                      | 50        |
| 5 | Сизябск          | село, административный центр | ↘1133     |
| 6 | Черноборская     | деревня                      | 15        |